# Lucio Publilio Celso
Lucio Publilio Celso  (m. 118) fue un senador romano que vivió a finales del siglo I y principios del siglo II, hombre de confianza y consejero del emperador Trajano, fue nombrado cónsul sufecto para el nundinium de mayo a agosto de 102 con Tito Didio Secundo y elegido cónsul ordinario en 113 con Cayo Clodio Crispino. Fue ejecutado en 118, justo al comienzo del reinado del emperador Adriano, después de ser acusado de estar involucrado en una conspiración contra este último. A pesar de sus dos consulados y de su cercana relación política con Trajano, es poco lo que se sabe sobre su vida.
La casa de Lucius Albucius Celsus (regio V, ínsula II) en Pompeya fue excavada sucesivamente en 1883,1891, 1893, 1907 y 1908. En 1893, fue visitada por  la pareja real Umberto I y Margarita de Saboya que celebraban su aniversario de bodas por eso también, esta rica domus del siglo II a. C. es conocida como la "Casa de las Bodas de Plata". 

## Carrera política
Celso era amigo del emperador Trajano y participó en las guerras dacias de Trajano. Recibió el honor de una estatua de bronce en el foro de Augusto en vida, un honor previamente otorgado solo a otros dos consulares: Aulo Cornelio Palma Frontoniano, por la anexión de Arabia Pétrea, y Quinto Sosio Seneción, por su papel decisivo en Dacia. En el caso de Celso, se desconoce el motivo, aunque Ronald Syme dijo que la estatua solo indicaba que había asumido un mando militar con estatus consular.
Según la Historia augusta, Celso y Palma cayeron en desgracia al final del reinado de Trajano «porque siempre fueron enemigos [de Adriano]», después de que Trajano nombrara a Adriano su sucesor, un proceso que nunca se formalizó y fue considerado por algunos autores una falsificación.
Trajano, ya muy enfermo, murió en agosto de 117 y Adriano fue inmediatamente aclamado por las tropas como emperador. Sin embargo, su posición era delicada: circularon rumores de que Trajano no quería nombrarlo sucesor y que la adopción era obra de Plotina, la esposa de Trajano. Por esta razón, Adriano llegó a temer un golpe de Estado de aquellos que hasta entonces habían gozado de influencia, fama y riqueza gracias a Trajano.
Por orden del Senado, Celso, Palma, Cayo Avidio Nigrino, cónsul en 110 y gobernador de Dacia, y Lusio Quieto, uno de los principales generales de Trajano y legado imperial de Judea, fueron ejecutados. Por sospechas de un atentado contra la vida del nuevo emperador  o de aspiración al trono, Adriano, que estaba en Siria en calidad de gobernador de esta provincia al momento de asumir el trono, negó haber ordenado las ejecuciones de estos cuatro influyentes senadores de la época de Trajano. Es posible que Publio Acilio Atiano, prefecto del pretorio nombrado recientemente por el emperador, fuera el cerebro detrás de las ejecuciones. El caso es que los asesinatos dañaron gravemente la popularidad de Adriano, quien destituyó indirectamente a Atiano al admitirlo en el Senado en 119. John D. Grainger sugiere que los cuatro fueron asesinados simplemente porque eran una incomodidad para el nuevo emperador.
Celso fue ejecutado en la ciudad de Bayas (Campania) en 118.